# 诛吕安刘
诛吕安刘是中国西汉建立的第二十三年即公元前180年9月12日（汉高后八年八月二十六日）齐哀王起兵至11月15日（汉文帝元年十月一日）汉文帝即位的六十六日之间所连续发生的两场政变诛吕政变和安刘政变的总称。
皇太后吕雉驾崩前任命侄子赵王吕禄为上将军，吕王吕产为相国，执掌汉朝军政大权。吕雉同时任命宿将灌婴为大将军发兵镇守荥阳，以防东方刘氏诸王起兵篡夺皇位。吕雉驾崩後，朱虚侯刘章从妻子处得知岳父吕禄的立场温和，便密告至兄长齐哀王刘襄促使起兵，由此刘襄协同叔祖父楚元王刘交举兵西进，想自立为帝。吕产闻讯想要发兵平乱，但朝中大臣陈平與周勃等人及时介入反呂，将可能发生的全面内战转化为诛吕政变，巧妙的诛杀了吕氏一族。
之后陈平等人宣布称后少帝刘弘和他的三个弟弟都是吕后从外部找来的孩子而非汉惠帝亲子，遂决定废黜刘弘，拥立代王刘恒为皇帝，断绝了刘襄等人的夺位野心，并将刘弘兄弟四人杀害。此后，陈平與周勃等人根据白马之盟做了数种措施，最终安刘，为日后的文景之治奠定了基础。

## 呂氏當權
秦始皇二十六年（前221年），秦国最终攻灭东方六国，结束了春秋战国以来持续数百年的分裂局面，建立了中国历史上第一个统一王朝秦朝，秦始皇成为中国历史上首位皇帝。秦始皇三十七年，秦始皇驾崩，公子胡亥透過趙高與李斯的幫助，發動沙丘之變，賜死兄長扶蘇而奪位，是为秦二世。秦二世的统治引起了广大民众的不满，陈胜、吳廣首先發難，以秦人同情的扶蘇，楚人同情的項燕為名，發動大澤之變「揭竿起義」，也揭開六國人士反秦的序幕，楚國貴族項梁與其姪兒項羽殺死會稽郡郡守殷通，起兵反秦，擁立了原楚國王孫熊心為君，是為楚後懷王。
原本是泗川郡丰邑泗上亭長的刘邦也殺死沛縣縣令起義，追隨項梁，項梁陣亡之後，其姪兒項羽透過戰功與謀殺楚後懷王，取得權位。汉元年（前205年），秦朝灭亡，刘邦被项羽封为汉王。汉五年（前202年）二月，刘邦在長達四年以上的楚漢戰爭打败项羽，建立汉朝，成为中国历史上第三位皇帝。刘邦即位后，畏懼名將、大臣危及皇帝，开始消灭异姓王，大封同姓王。
汉高帝十二年四月二十五日（前195年6月1日），汉朝开国皇帝刘邦在长乐宫驾崩。五月十七日（6月23日），安葬刘邦。五月二十日（6月26日），刘邦和皇后吕雉之子——太子刘盈被立为国君，到太上皇庙。群臣给刘邦上庙号太祖，谥号高皇帝。刘盈承袭皇帝名号，尊母亲为皇太后。刘盈在位时与母亲冲突不断，汉孝惠帝七年十月，刘盈病重，不能起床。八月十一日（9月26日），刘盈驾崩。刘盈死后，太后想要临朝称制，重用诸吕，留侯张良的儿子张辟强当时十五岁，担任侍中，张辟强告诉左丞相陈平，要让诸吕入宫，居中用事，同时太后应允废除三族令，以化解她与功臣列侯之间的疑惧，陈平听从此计因而在朝廷奏请。吕后很高兴，接受了这一建议。九月五日（10月19日），安葬刘盈，刘盈谥号为孝惠皇帝。皇太子即位成为皇帝，吕后临朝称制。皇帝随着年龄的增长，想要摆脱太后的束缚，太后对皇帝感到恐惧。汉高后四年五月十一日（6月15日），太后废杀皇帝，立恒山王刘义为皇帝，刘义更名为刘弘。
吕太后临朝称制后，想要立诸吕为王，右丞相王陵表示堅決反對，左丞相陈平表示同意。吕太后于是將王陵升为帝太傅，明升暗貶，实际剝奪他的權力，王陵知所進退，於是稱病不朝。太后将左丞相陈平升为右丞相，任命辟阳侯审食其为左丞相。吕太后临朝称制时，分封诸吕为侯，又以嫁女结亲的方式将吕家女性嫁给诸刘。吕产是太后长兄吕泽之子，吕泽在汉高帝六年被封为周吕侯，立三年卒。汉高后元年，吕产之兄吕台被封为吕王，父亲被追谥为悼武王，吕产被封为洨侯。十一月，吕王台薨，是为吕肃王，太子吕嘉即位。六年十月，太后因为吕王嘉居处骄恣，废除了他的王位，立吕产为吕王。七年二月，迁徙吕产到梁国，改梁国为吕国。吕禄是太后次兄吕释之之子，吕释之在汉高帝六年被封为建成侯，七年，吕禄因为将北军时治军严明、頗具威信，被封为赵王。
吕太后在惠帝年间就杀害高祖庶子赵王刘如意，改封高祖庶子淮阳王刘友为赵王，嫁以吕家之女。刘友有宠妾，遂被失宠的吕家王后诬告谋叛，召入京城饿死。吕太后又改封高祖庶子梁王刘恢为赵王，嫁以吕产之女。吕氏掌握赵国，监视刘恢，吕王后又派人毒死刘恢宠妾，刘恢又伤心又害怕，自杀。吕太后认为刘恢为了女人殉情自杀，废除了刘恢的封国。高祖另一庶子燕王刘建去世后，吕太后又派人杀死刘建的庶子，燕国于是因绝后而被除国。

## 倒吕行动
前180年3月中皇太后吕雉开始生病。她在8月中病重时採纳右丞相陈平的建议，任命宿将颍阴侯灌婴为大将军发兵镇守荥阳，以防东方刘氏诸王起兵篡夺皇位。同时，十年来历任左、右丞相的曲逆侯陈平与十年来担任太尉的绛侯周勃自请辞职，并且建请吕雉任命吕王吕产与赵王吕禄分别担任汉朝的相国与上将军，任命辟阳侯审食其为帝太傅以辅佐皇帝刘弘。七年来担任御史大夫的平阳侯曹窋则续任该职。保卫首都长安之长乐宫的南军与未央宫的北军八年来一直由吕氏之人执掌；政变前的南、北军将领分别是长乐卫尉滕侯吕更始与未央卫尉「足」，此两人分别为吕产与吕禄的亲信。吕禄曾任未央卫尉六年多而且治军威严有信，并为在吕雉崩后成为皇帝岳父。吕产曾任帝太傅。
前180年8月19日吕雉去世。在此之前，齐王刘襄已与其在长安之弟朱虚侯刘章密谋起兵。刘章从其妻吕禄之女得知吕禄的立场温和不会动用北军作战。由于北军军力远胜南军，他因而认为只剩南军不难对付而密告其兄起兵。吕雉去世后，刘襄开始发兵动员，并诈囚琅邪王刘泽而动员其国之兵。他宣称欲诛诸吕实则欲夺皇位；随后起兵的楚王刘交也可能怀有同样意图。吕雉去世前，陈平、周勃及陆贾等开国元老也已开始串连，准备介入刘、吕两大统治宗族的斗争。
前180年9月10日左右吕雉安葬。9月12日刘襄举兵西攻长安。吕产得知后立即命令灌婴率兵出击；可是陈平早已密令灌婴切勿与齐军交战也勿与齐、楚等王联合而反攻长安，并且命令他派遣使者劝说诸王暂时停兵于国境内。已经攻破吕国进逼荥阳的刘襄只好还兵回国，顺道攻取了济川国。另一方面，陈平與周勃綁架了曲周侯郦商，提出和平解决政争的说帖，然后威逼郦商之子郦寄传达给吕氏。说帖的条件是吕氏放弃中央军政大权，大臣保证吕氏的既得政治权益不受损害。吕禄极为赞同，但吕产坚决反对，吕氏宗族分裂；为了迫使吕产听从，吕禄偕同郦寄专程拜访他的姑妈临光侯吕媭，不料却反遭痛斥，因而未交出军权。
前180年9月26日陈平等人发动诛吕政变。当天早上，吕产、吕禄及曹窋等人在长安办公，吕产亲信郎中令贾寿的使者传回灌婴叛变的消息。吕禄于是斥责吕产，两人决裂，分道扬镳；吕禄离赴北军准备交出军权，吕产则准备进入未央宫向皇帝请领兵符以发兵平定叛乱。
曹窋奔向陈平报告前述情况后，陈平就派周勃去找吕禄。吕禄在自己家族与封国的安全获得保证后，辞去上将军之职并且命令卫尉「足」等北军将领服从周勃的领导。当吕产与其隨從的文官进入未央宫后，未央宫立即被北军封锁，未央宫的大殿殿门，也被关闭；吕产等人既不能进殿也不能出宫，最后躲在郎中府的厕所中。
这时，在北军的周勃与在政变指挥所的陈平发生统合失调的状况。陈平原只命令卫尉「足」率兵封锁皇宫，另派刘章前往率兵诛杀吕产；不料，周勃却令刘章看守军门以防备尚未归附的南军，而令卫尉「足」率兵诛杀吕产。当「足」拒绝后，周勃惊慌失措，因而派曹窋去向陈平请示，因而延迟到黄昏时才得以诛杀吕产与吕更始等人。在这个过程中，审食其以皇帝之令做出内应。他在此日之前已被陈平等人策反，反而成为劫持皇帝之人。当天晚上，太尉周勃遣人分部悉捕諸呂男女，無少長皆斬之。陈平下令以一套比三族令株连更广的惩治叛乱律令诛灭诛吕及舞阳侯樊伉、南宫侯张买、博城侯冯代等家族。政变前，他曾信誓旦旦地保证不会恢复吕雉早已废除的三族令，也不牵连吕禄等人。他的违法背信使吕禄身死族灭，使郦寄背负卖友恶名，使曹窋罢官去职。9月27日，捕斬呂祿，而笞殺呂媭。使人誅燕王呂通，而廢魯王劉偃。
前180年9月28日，陈平恢复右丞相之职，挟天子而令天下。10月4日，他遣使命令刘氏诸王奉命罢兵。诛吕政变落幕。

## 安刘政变
诛吕政变后，挟持皇帝、掌控汉朝军政大权的陈平等军功元老大臣随即商讨后续事宜。他们首先以皇帝的诏书命令齐王刘襄和楚王刘交罢兵，然后作出废杀皇帝刘弘，另立新君的决定。他们作出这个决定，是因為以下幾個因素：少帝刘弘是孝惠皇帝的儿子，是吕雉的孙子，且为吕雉所立，刘弘的皇后吕皇后是吕禄的女儿，也为吕雉所立，且在诛吕政变中被杀，功臣列侯怕刘弘成年后会对他们进行报复。刘弘年少，不足以树立皇帝权威。此外，刘弘并非嫡子，继承皇位的正当性不足，因此，功臣列侯认为从刘氏中选择一位继承皇位比较妥当。作出这个决定后，他们着手策划议立新皇帝的事。楚王刘交是高皇帝刘邦的弟弟，可能因为此前以年长等优势条件发兵试图立其太子刘辟非为皇帝，没有被邀请参与议立皇帝之事。受邀参与议立皇帝的刘氏家族成员为刘邦的大嫂阴安侯、二嫂顷王后以及远房堂弟琅琊王刘泽。
在商议过程中，被列入考虑的皇帝候选人为齐王刘襄（二十余岁）、淮南王刘长（19岁）以及代王刘恒（24岁）。刘襄和刘长都因为“母家恶”被功臣列侯否决，但是刘襄的舅父驷钧和刘长的舅父赵兼日后都被封侯。
第一个候选人为刘襄，刘襄被否决的主要原因，有二。首先，大臣们否定他以“推本言之，高帝嫡长孙”宣称具有继承合法性的说法。大臣們都知道，刘襄的祖母曹夫人为刘邦早期的情婦，無婚姻關係。吕雉與劉邦明媒正娶，確實是正妻，吕雉和刘邦合葬，昭告着吕雉的正室地位不可动摇；劉襄的說法，也等於說先前的孝惠帝劉盈是庶子。因此，刘襄提議的这个「嫡长孙之说」未被大臣们所认可。告訴刘襄「嫡长孙之说」的，正是极力反对刘襄继位的刘泽，他在诛吕政变前被刘襄诈骗而綁架，所以他利用「嫡长孙之说」诈骗刘襄，說要脱身到长安拥立刘襄为皇帝，事實上是去告誡大臣們勿拥立刘襄。其次，功臣列侯不愿拥立擅自造反的诸侯王为皇帝，而且大臣们对刘襄杀掉中央派出辅佐与监视他的齐丞相邵平，擅自起兵，极不以为然。刘襄自認诛吕政变中首難之勳，在事后被大臣們认为是起兵造反的大过。
第二个候选人为刘长，刘长的母親趙姬被「貫高謀刺事件」連累下獄時，吕雉嫉妒，不願意出手相救，趙姬的說客審食其也不敢盡力向吕雉爭取，趙姬憂憤無言，最後在獄中自害身亡，刘长難忘此仇，起兵的意愿甚为强烈，但可能在淮南丞相北平侯张苍的劝阻下没有起兵。刘长和刘恒均为刘邦庶子，刘长被否决的原因除了比刘恒小五岁外，主要为他的个性刚毅跋扈，大臣担心难以辅佐。极力反对拥立刘长的人，很可能就是张苍。
第三位候选人为刘恒，他被选为皇位继承人的原因可能有如下几点：刘恒为刘邦第四子，是刘邦当时还在人世的二子中年龄最长，继承皇位的正当性较高。刘恒在诛吕政变时没有起兵，一方面符合陈平等人反对擅自起兵的要求，另一方面他在诛吕政变中无功正可突出陈平等人拥立的功劳。刘恒向来听命中央，而且为人仁爱孝顺，个性宽容谦厚，易为大臣辅佐。刘恒的母亲薄夫人为人谨慎善良，可以避免外戚跋扈事件重演。此外，刘恒长期深处边陲，对匈奴的威胁有深刻认识。刘恒因为政治上的可接受度最高而被功臣列侯选为皇帝人选。
确立刘恒为皇帝人选之后，陈平、周勃等人随即派遣使者往召刘恒。刘恒就此事征求左右大臣和郎中令张武等人意见，郎中令张武认为此事有诈，中尉宋昌认为此事无诈。刘恒又禀报母亲商议此事，还是犹豫未决。经过占卜后，刘恒才派遣其舅薄昭前往长安商议大事。前180年11月14日，因为此日为高后八年九月二十九日，漢初採用秦朝制度，十月初一為新年，若晚一天即位纪年就无法衔接高后八年，刘恒便乘六匹马拉的马车奔赴长安，演出一场群臣拥戴皇帝的套戏后，继天子位，于夜晚进驻未央宫听政。刘兴居和曾在楚汉战争救過劉盈的太僕夏侯嬰親自出馬“清宫”，将少帝刘弘接出皇宫安置于少府，当晚，刘弘及刘盈的其他三个儿子也被大臣們杀害，大臣布告天下說刘盈的所有儿子都不是刘盈親生的，都是來歷不明的私生子。

## 后续事宜
前180年11月16日，即十月初一，刘恒承袭皇帝名号，是为孝文皇帝。刘恒被拥立为皇帝四个月后，有司就建请立皇太子。在这场立太子的朝议中，有司首先否定的是在继承问题上最具开放性、也最容易引发政争的禅让制，即“博求天下贤圣有德之人而禅天下焉”。其次有司所否定是刘氏宗族为范围的诸侯王和宗亲，尤其是刘恒的叔父楚王刘交、堂兄吴王刘濞与弟弟淮南王刘长。最后，有司三度举出刘邦的权威来强调“立嗣必子”的原则，刘恒终于接受，立儿子刘启（8岁）为皇太子。
刘启是刘恒排行靠中的儿子，刘恒为代王时已有代王王后，王后生有三或四子，因此刘启并非刘恒嫡子。《史记》记载，代王后恰好在刘恒当皇帝前去世，死因不明。王后的三或四个儿子也在立皇太子前“更病死”，因此刘启在刘恒现存儿子中成了长子。在诛吕政变时起兵的楚王刘交和齐王刘襄也在皇太子确立后不久死亡。在树立皇太子的朝议中，刘恒欲擒故纵，称“叔父楚王、堂兄吴王、弟弟淮南王都在世，为什么立储君一定要是儿子？”在大臣们“劝说”下，才立刘启为太子。刘交首先被刘恒提名为禅让的对象，在确立皇太子两个月后死亡，死因不明。刘交的太子刘辟非也先他而死，死因亦不明。刘辟非死后刘交并未立太子，可能是因为刘辟非在刘交死前不久去世，刘恒立刘交的儿子宗正刘郢客为楚王。此外，曾为皇帝候选人并且当皇帝意图最强的刘襄，也于当年死亡，死因不明。刘辟非、刘交与刘襄可能都在刘恒确立皇太子后，被功臣列侯依据刘邦的诏书中的“不义背天子擅起兵者，与天下共伐诛之”对他们的擅自起兵进行了惩处。刘恒发现刘章、刘兴居意在拥立刘襄后，也没有按大臣们先前的许诺封他们为赵王、梁王，而是封为城阳王、济北王，不久刘章也去世，刘兴居谋反被杀。
刘启立为皇太子后两个月，刘恒在薄太后意见下立刘启的母亲窦姬为皇后。皇太子先于皇后而立，也具有巩固皇权的政治意义。“子以母贵，母以子贵”对汉初的礼法制度影响极大，子以母贵时母权重，母以子贵时子权重，此前刘盈即以母亲吕雉贵而母权重。刘恒先立刘启为皇太子，后立其母为皇后，意在凸显母以子贵，具有贬抑母权的意涵，以避免吕雉压制刘盈之事重演。此外，先由皇帝立皇太子，再由皇太后立皇后，也有避免皇太后以主婚权侵犯皇帝立嗣权的意图。此前吕雉对刘盈行使主婚权，将魯元公主女张氏嫁与刘盈，孝惠皇帝与皇后无子，造成皇位继嗣不明的危机。先立皇太子后立其母为皇后，既符合嫡长继承制，也具有避免此种危机重演的意图。

## 趣闻
有傳言漢文帝觉得太平盛世来之不易，便把平息“诸吕之乱”的農曆正月十五定为节日，从此以后每到这天就把宫内的灯盏全部打开，据说“元宵节”由此诞生。其實誅滅諸呂的日子是九月底、十月初。也有学者考证《史记》认为此为伪说。 当代学术界对上元节的起源尚有争议，但一般都认为起源于中古时期，而不是西汉初期。